# イシュメル
『イシュメル』は、悠木碧の1枚目のオリジナルアルバム。2015年2月11日にflying DOGから発売された。

## 背景
本作は全曲通したストーリーになっており、「スキマの世界」をテーマに作られ、9曲目「ダスティー！ダスティーストマック」の詞にある「Baggy」「Stinky」「Frosty」「Wooly」という名前の「スキマ怪獣」が登場している。悠木曰くスキマ怪獣は「いわゆる怪獣とは違っていて。そんなに怖くはない存在。むしろちょっと愉快」。本作1枚でストーリーになるようにしたかったので、シングル曲を入れるのは悩みどころだったという。制作時には「媚びない」ことを心がけたという。
『イシュメル』というタイトルにしたのは、悠木が飼っている猫のアシュベルが、本当はイシュメルと名付けたかったものの、聞き間違いによりアシュベルと登録されたというエピソードに由来し、1枚目のオリジナルアルバムということで、我が子も同然だろうと名付けた。本作のPVにはアシュベルは登場しておらず、いない猫の名前という、ふわっとした意味もあるという。

## リリース
2015年2月11日にflying DOGから発売された。前作『メリバ』から2年ぶりとなるアルバムで、オリジナルアルバムとしては初となるリリース。
初回限定盤(VTZL-92)と通常版(VTCL-60383)の計2種の仕様で発売され、いずれも初回生産分には購入者対象のイベント参加応募情報と、同年4月19日公演のファーストライブ『悠木碧 Concert 2015「プルミエ！」』のチケットのCD購入者対象チケット先行予約情報を封入。また、初回限定盤のみ三方背トールケース仕様で、「アールデコラージュ ラミラージュ」のPVとメイキング映像を収録したDVDと、悠木の脳内世界を凝縮したビジュアルブックが同梱。
本作の発売を記念し、タワーレコードでは『TOWERanime ♡ 悠木碧』と題したコラボレーションが同年2月10日から3月9日に実施された。

## 批評
CDジャーナルは、「シングルを含む、“可愛いだけでは終わらない”独自の“悠木ワールド”をさらに昇華させた一枚。」と評した。
bounce編集部の土田真弓は、「〈片方が見つからない靴下〉に始まる摩訶不思議な詞の連続性でも惹き込む、コンセプチュアルな逸品だ。」と評した。

## 収録内容

### Disc1
| 全作詞: 藤林聖子。 |                                      |           |                |                |      |
| #                  | タイトル                             | 作詞      | 作曲           | 編曲           | 時間 |
| 1.                 | 「SWEET HOME」                       | 藤林聖子  | 辻林美穂       | 辻林美穂       | 5:18 |
| 2.                 | 「アールデコラージュ ラミラージュ」  | 藤林聖子  | bermei.inazawa | bermei.inazawa | 4:49 |
| 3.                 | 「ビジュメニア」                     | 藤林聖子  | bermei.inazawa | bermei.inazawa | 4:14 |
| 4.                 | 「twinkAtrick」                      | 藤林聖子  | MANYO          | MANYO          | 5:28 |
| 5.                 | 「たゆたうかなた」                   | 藤林聖子  | bermei.inazawa | bermei.inazawa | 4:57 |
| 6.                 | 「迷宮舞踏会」                       | 藤林聖子  | 辻林美穂       | 上杉洋史       | 3:37 |
| 7.                 | 「ロッキングチェアー揺れて」         | 藤林聖子  | 辻林美穂       | 辻林美穂       | 4:47 |
| 8.                 | 「ソラミミPiZZiCATO」                | 藤林聖子  | bermei.inazawa | bermei.inazawa | 4:36 |
| 9.                 | 「ダスティー！ダスティーストマック」 | 藤林聖子  | zakbee         | zakbee         | 4:10 |
| 10.                | 「クピドゥレビュー」                 | 藤林聖子  | zakbee         | zakbee         | 4:46 |
| 11.                | 「Angelique Sky」                    | 藤林聖子  | 辻林美穂       | zakbee         | 3:56 |
| 合計時間:          | 合計時間:                            | 合計時間: | 合計時間:      | 50:43          |      |

### Disc2
| #  | タイトル                                                    | 作詞 | 作曲・編曲 |
| -- | ----------------------------------------------------------- | ---- | ---------- |
| 1. | 「アールデコラージュ ラミラージュ」(MUSIC VIDEO)            |      |            |
| 2. | 「アールデコラージュ ラミラージュ」(MUSIC VIDEO メイキング) |      |            |

## 楽曲について
1. SWEET HOME
ターミナルの手前、本作の主人公である人間界の女の子がスキマ世界に巻き込まれるきっかけとなった曲[12]。女の子と祖母と父親と母親の4人で一軒家に暮らしており、家族全員スキマ世界が見えるのだが、祖母がスキマ世界と関わって以降、体だけ取り残されてボーっとしてしまったことから（詳細は後述）、そのことは禁句となっている。曲の最後に、Baggyが若いころの祖母と見間違え、女の子に話しかけている。話しかけた理由は、女の子にちょっかいをかけてほしかったからだという[5]。若いころの祖母の容姿が女の子に似ていることと、スキマ世界は時間の概念がないことから、祖母と孫を勘違いしている[13]。
2. アールデコラージュ ラミラージュ
スキマ世界の構造の話をしている曲。ベッドがあり、その下には“スキマターミナル”があるという。ターミナルということで、場所や文化をごちゃ混ぜにしてくれないかと頼んでおり、色々な国のモチーフが混ざっている[13]。
3. ビジュメニア
テレビアニメ『世界征服〜謀略のズヴィズダー〜』エンディングテーマ。
4. twinkAtrick
2ndシングル「クピドゥレビュー」カップリング曲。
5. たゆたうかなた
スキマターミナルから扉を開けた、全く別の世界の話。悠木が飼っていた金魚が寿命が原因で亡くなってしまい、「死に対して、そういう表現は良くないかもしれないが、死に様まで美しいなって思った」と語り、そこから世界観をもらったという。亡くなった金魚への追悼もこめられている[14]。
6. 迷宮舞踏会
StinkyとFrostyの曲。二人のデュエット曲という感じで歌ったという。FrostyはStinkyに好意を寄せているが、当のStinkyはキラキラ指輪やラインストーン集めやシャンデリアに夢中でその想いに気づいておらず、Stinkyのごっこ遊びにつきあってる[5][13]。
7. ロッキングチェアー揺れて
1曲目「SWEET HOME」に登場する祖母の曲。若いころの祖母が、孫である女の子に容姿が似ており、女の子にスキマ怪獣達がアプローチをかけるものの、女の子は怖いと感じ、祖母のことを嫌っていた。しかし、その話を祖母と共有したことで、祖母のことも好きになれたと思っている曲[14]。
8. ソラミミPiZZiCATO
Woolyの曲。彼はマイペースでトロい性格。楽しいことしか考えていなく、時間も考えずに騒ぎを起こすので現実世界ではラップ音が鳴ってうるさいという曲で、歌い方もバカっぽいという[13]。
9. ダスティー！ダスティーストマック
Baggy、Stinky、Frosty、Woolyが揃っており、中でもWoolyはマイペースで、みんなとリズムを合わせることができず、4人一緒に歌ってる場面でリズムをずらして歌ったという[15]。詞にある「なんでも 食べたいと 思うな」と説教を始めるスキマ怪獣に向かって「ナマイキ」と言っているのは若いころの祖母で、この曲の主人公。告白までのBaggyへの恋心を歌っている[13]。最後の詞にある「宝物だけ入れられる箱に見知らぬ石」「記憶にない 図鑑にない とても綺麗な石」を祖母にプレゼントするが、祖母はそれを受け取った瞬間から心だけスキマ世界に閉じ込められてしまい、体だけが人間界に残りボーっとしている[16]。
10. クピドゥレビュー
テレビアニメ『彼女がフラグをおられたら』オープニングテーマ。
11. Angelique Sky
Baggyの曲で、女の子や祖母に対する思いを歌っている。Baggyは昔、祖母に恋をしていたが、相手が人間なのでどうやって告白しようかと悩んでいる[13][16]。

## チャート
| チャート（2015年）         | 最高位 |
| -------------------------- | ------ |
| オリコン                   | 14     |
| Billboard JAPAN Top Albums | 13     |